# 完者也不干
完者也不干（?—?），元朝蒙古宗王。孛儿只斤氏。成吉思汗的玄孙，太宗窝阔台的曾孙，定宗贵由之孙，忽察之子。
完者也不干被元朝封王，無國邑名。至顺二年（1331年）四月十八癸亥，诸王完者也不干所部蒙古民二百八十余户告饥荒，元文宗命河东宣慰司发官粟赈济。